# Anything She Does
"Anything She Does" (en castellano "Cualquier Cosa Que Ella Haga") es una canción del grupo británico Genesis. Corresponde a la quinta canción de su álbum Invisible Touch publicado en 1986, y es la canción con la que se iniciaba el segundo lado en las ediciones de vinilo y casete. La música fue compuesta por los tres integrantes del grupo, mientras que la letra fue escrita por el tecladista Tony Banks.
Las letras hacen recordar a las de otro éxito del grupo, Turn It On Again, ya que ambas tratan sobre el anhelo de personajes ficticios. En este caso tratan sobre las mujeres que aparecen desnudas en los medios gráficos, preguntando irónicamente si son personas reales con sentimientos reales, y quienes son el tipo de personas que consumen dicho material. Un sonido similar a aerófonos es utilizado en la canción por medio del Emu Emulator de Tony Banks. Este sonido fue tomado de la sección de aérofonos de una canción anterior del grupo, Paperlate, donde se incluía la sección de aerófonos de Earth, Wind & Fire.
"Anything She Does" fue la única canción del álbum "Invisible Touch" que Genesis no interpretó en vivo. De acuerdo a Tony Banks, era demasiado dificultosa para interpretarla en vivo y no sabían que final darle, según explica en el video "Visible Touch" (el cual ahora se incluye en el DVD Invisible Touch Tour). Aunque la canción no fue lanzada oficialmente cono sencillo, existe un video promocional de la canción. En el mismo participa el comediante británico Benny Hill, haciendo el papel de un guardia de seguridad incompetente.
- Datos: Q1529475